# ソーントン (コロラド州)
ソーントン（英: Thornton）は、アメリカ合衆国コロラド州のアダムズ郡にある都市。人口は14万1867人（2020年）。州都デンバーの北16キロメートル、州間高速道路25号線の東側にある。市域の一部はウェルド郡に入っている。

## 歴史
ソーントンは1953年まで農地しかない町だったが、この年サム・ホフマンがデンバーから約11 kmのワシントン通りに近い土地区画を買収した。ホフマンが区画割したこの町はアダムズ郡では初の完全な計画都市となり、単一の課税体系からレクリエーション・サービスや無料ごみ収集などを市民サービスを全て提供することでも初めての町になった。ソントンは元コロラド州知事ダン・ソーントンに因んで名付けられた。
ソーントン地域社会協会が1954年に結成され、新しい社会の発展を促した。1955年暮れまでに家屋数1,200軒以上に人口5,500人が住んでいた。この協会が1956年の市制化を進めた。オイアー・G・レアリーが初代市長に選出された。

## 地理
ソーントンは北緯39度54分11秒 西経104度57分16秒 / 北緯39.90306度 西経104.95444度に位置する。
アメリカ合衆国国勢調査局に拠れば、市域全面積は27.2平方マイル (70.4 km2)、このうち陸地は26.9平方マイル (69.6 km2)、水域は0.3平方マイル (0.9 km2)で水域率は1.25％である。

## 交通

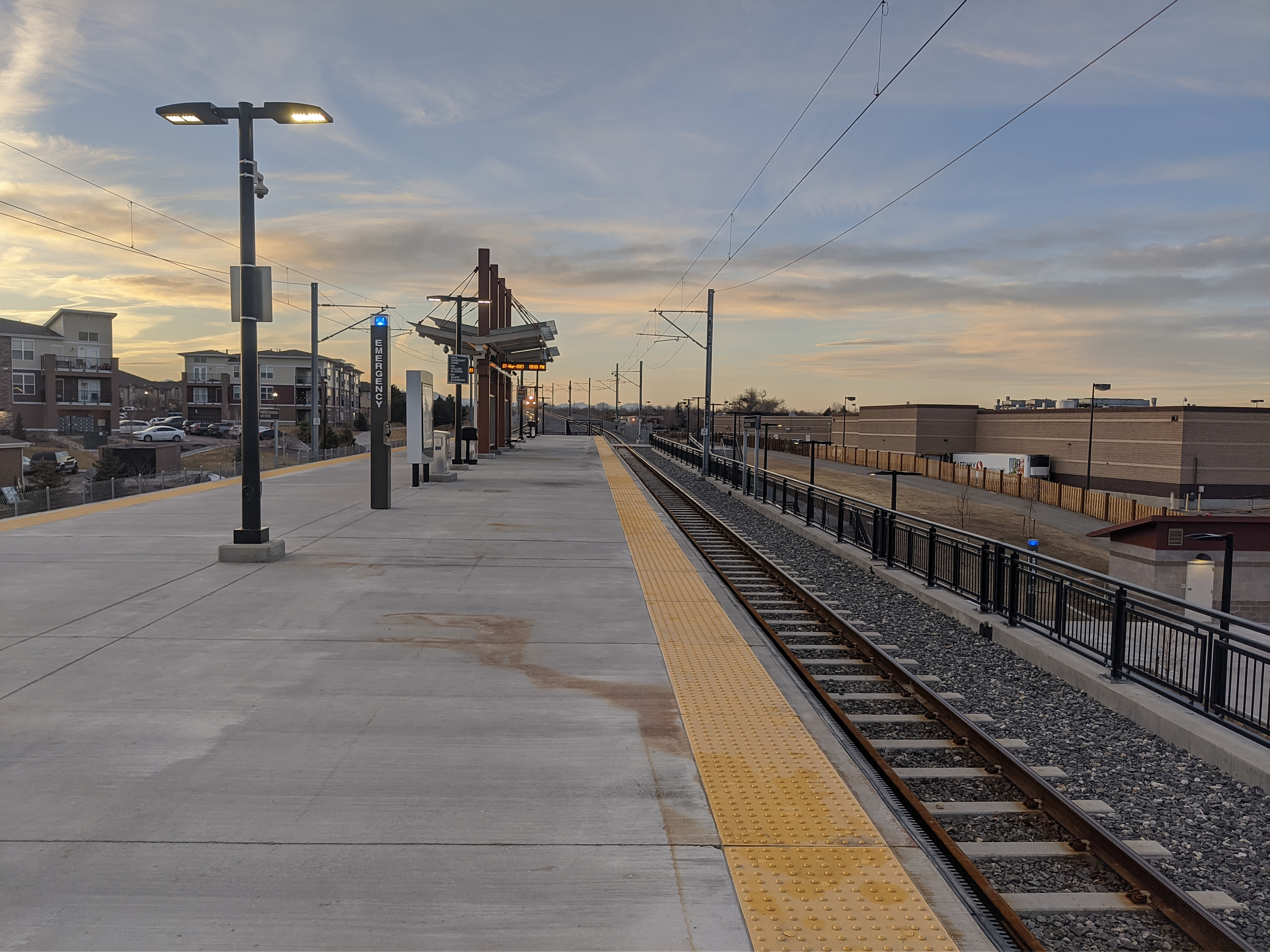
104番駅

### 鉄道
デンバー地域交通局のN線（en:N Line (RTD)）が市内に乗り入れている。

### 道路
市内を通る主要道としては州間高速道路25号線、同76号線、コロラド州道7号線、同44号線、同224号線、およびE470号線がある。

## 人口動態
以下は2000年の国勢調査による人口統計データである。
| 基礎データ - 人口: 82,384人 - 世帯数: 28,882世帯 - 家族数: 21,517家族 - 人口密度: 1,184.2人/km2（3,066.7人/mi2） - 住居数: 29,573軒 - 住居密度: 425.1軒/km2（1,100.9/mi2） 人種別人口構成 - 白人: 82.71% - アフリカン・アメリカン: 1.46% - ネイティブ・アメリカン: 1.12% - アジア人: 2.50% - 太平洋諸島系: 0.11% - その他の人種: 8.96% - 混血: 3.14% - ヒスパニック・ラテン系: 21.34% 年齢別人口構成 - 18歳未満: 30.0% - 18-24歳: 9.6% - 25-44歳: 36.0% - 45-64歳: 18.8% - 65歳以上: 5.6% - 年齢の中央値: 31歳 - 性比（女性100人あたり男性の人口） - 総人口: 99.0 - 18歳以上: 97.2 | 世帯と家族（対世帯数） - 18歳未満の子供がいる: 42.3% - 結婚・同居している夫婦: 57.8% - 未婚・離婚・死別女性が世帯主: 11.5% - 非家族世帯: 25.5% - 単身世帯: 18.7% - 65歳以上の老人1人暮らし: 3.8% - 平均構成人数 - 世帯: 2.83人 - 家族: 3.25人 収入と家計 - 収入の中央値 - 世帯: 54,445米ドル - 家族: 58,742米ドル - 性別 - 男性: 40,098米ドル - 女性: 29,982米ドル - 人口1人あたり収入: 41,471米ドル - 貧困線以下 - 対人口: 5.2% - 対家族数: 4.0% - 18歳未満: 64% - 65歳以上: 4.5% |

## レクリエーション
ソーントン市内には81の公園があり、公園と未開拓空間を合わせた総面積は800ヘクタール近くになる。市内には総延長128 kmの歩道がある。マーガレット・カーペンター・レクリエーションセンターのような幾つかのレクリエーション設備がある。ゴルファーにはソーンクリーク・ゴルフコース, ヘリテージ・トッド・クリーク・ゴルフクラブおよびリバーデール・クノールズ・ゴルフコースのような幾つかのゴルフ場もある。

## 教育
ソーントン市内の公共教育は主に、アダムズ郡第12教育学区、都市圏教育学区、およびブライントン第27J教育学区の3つが管轄している。この中にはソーントン高校など4つの高校、5つの中学校、14の小学校が入っている。市内あるいは近郷にスターゲート学校など幾つかのチャーター・スクールがある。また幾つかの図書館もあり、レンジビュー図書館地区が管轄している。

## ショッピング
市内にはラークリッジ・モール、ソーントン・タウンセンターおよびソーンクリーク・クロッシング・ショッピングセンターなど幾つかのショッピング地域がある。ラークリッジには全国チェーンのテナント、大規模小売店、レストランが入っており、歩行者村もある。有名店としてはシアーズ・グランド店、ディックススポーツ用品店、ベッド・バス・アンド・ビヨンド（ホームセンター）、ペッツマート（ペット洋品店）などである。